# てんぷくトリオ
てんぷくトリオは、1960年代から1970年代にかけて活躍した三人組のお笑いグループ。
演芸ブームの一つである「トリオブーム」において、中心的存在を担った。

## メンバー
- 三波伸介（みなみ しんすけ、1930年6月28日 - 1982年12月8日）
- 戸塚睦夫（とつか むつお、1931年4月20日 - 1973年5月12日）
- 伊東四朗（いとう しろう、1937年6月15日 - ）

## 経歴
- 1955年：新宿フランス座にて、三波と戸塚が同劇場の専属となる。熱心な観客の一人が伊東だった。
- 1961年：石井均一座に移っていた戸塚と伊東は、同一座解散とともに三波の下に集い「ぐうたらトリオ」を結成。1962年、「てんぷくトリオ」と改名した。この名前は当時人気だった「脱線トリオ」（由利徹・南利明・八波むと志）をもじったものである。「ぐうたらトリオ」から「てんぷくトリオ」に改名した理由は、日劇の舞台に出演することが決まった際の「『ぐうたら…』では好ましくない」という東宝の意向によるもの。
- 1972年：NHK『お笑いオンステージ』の名物コーナー「てんぷく笑劇場」に出演開始。
- 1973年：戸塚が肝硬変により42歳で病死。残った三波と伊東で「てんぷく集団」と改名し活動を継続するも、徐々に個人の活動が中心となっていく。
- 1982年：三波が解離性大動脈瘤破裂により52歳で急逝。突然の出来事に、伊東はインタビューで号泣した。
- 「てんぷくトリオ解散」について伊東は1973年5月14日、戸塚の葬儀弔辞で「これが、てんぷくトリオの最後の公演です（大意）」と述べる一方でてんぷくトリオや三波の回想ドキュメント番組では「誰も解散を口にしていない」と繰り返していた[1]。

## 概要
浅草公園六区を中心とした軽演劇は、戦前の浅草オペラ流れを汲む浅草フランス座演芸場東洋館といった舞台の舞踊(ダンス・ショー等)幕間に演じられ、ここには劇場の座付俳優や地方公演を行う演芸劇団などが出演、その芸人や喜劇役者は劇場公演を終えたあとの夜間には、繁華街で一人または仲間と即席コンビを組みキャバレーなどの端席の余興（「営業」ともいう）に出て凌いでいた。ここから脱線トリオ、スリーポケッツなどが独立しテレビなどへ活動場所を移し空いた枠へ様々な芸人達が続いた。
戦前の女剣劇流れを汲む「浅香光代一座」にかつて在籍していた戸塚と三波は時間を置いてそれぞれ1955年頃には新宿フランス座に移り、ここでは人気トップ格の一人に石井均がいた。
石井は劇場の座付専属だったが外部からキャバレーの仕事を紹介され、戸塚を引き込み「石井・戸塚コンビ」として活躍したが1958年石井は自身の劇団「笑う仲間」を立ち上げ戸塚も同行した。出演先を浅草・松竹演芸場や新宿・新宿松竹文化演芸場へ移し、座長職が多忙を極める石井には夜のキャバレー営業の継続は時間的な困難が生じ、幾度か助っ人を務めた三波に移譲し正式に継承した（「三波・戸塚コンビ」に改称）。ところがフランス座に残った三波とはスケジュールが異なり出演できないケースが度々発生し、戸塚は仲介先には断らずに劇団員仲間の伊東にこっそり代演を依頼していた。その後、三波が急遽戸塚の前から姿を消してしまったために、戸塚はその代役として伊東を「(ニセ)三波」に仕立て続け以降もこの二人で余興に出ていた（余興をする営業先キャバレーとの間に芸能事務所が仲介し三波失踪をごまかす意図もあった）。
三波は出奔後大阪に滞在、浅香光代一座で交流のあった玉川良一の誘いで東けんじと共に「おとぼけガイズ」というトリオコントを組んで大阪劇場のレギュラーとなっていた。この大劇公演は毎日放送でテレビ中継され、東京でもネットされたが、東京でこの番組を見た戸塚と伊東は行方不明になったと思っていた三波がこんなところで活躍していたことに面食らったという。おとぼけガイズは東京逆進出を巡る意見の対立に玉川と東の個人的な都合が重なり、先行きを懸念した三波が単身で帰京したことから解散状態になった。三波とは再会を果たしたが「(ニセ)三波」こと伊東とのコンビは好評を博して先々の従業員たちとは顔馴染みになっていた。「(本物)三波」のコンビ復帰交代から評判の良い伊東を辞めさせた場合には営業先の人気低下や不評が予想され、「(ニセ)三波」の伊東四朗を建前の理由「新加入の増員」と仲介する芸能事務所に報告して3人でやることとなった。三波はフランス座には復帰せず太田プロダクションに所属し昼間は司会業など単独の営業を行い戸塚と伊東は演劇活動を続け、夜間はトリオ営業に充てた。1961年に石井均一座は解散し、それぞれにとっては夜の副業だったこのトリオ営業が本業になり、正式にトリオを結成となった。
夜間のキャバレーを巡る営業活動で当初はトリオ名がなく、便宜上「三波戸塚伊東トリオ」と名乗っていた。ある日営業先でショープログラムの司会者から「（トリオの名前もつけないなんて）ホントにもう、ぐうたらなんだから」と言われたのを機に、それにしましょう、と「ぐうたらトリオ」と名乗った。三波の帰京復帰から程なく玉川良一も東京へ移動し再び三波を誘いかつての知遇を頼った。フジテレビの大島正俊ディレクターからテレビ出演の機会を得て玉川と三波の共演から徐々に三波のみ単独で引き立てられる機会が増え、そこにもう一方の活動でおもに夜営業をしていたぐうたらトリオを紹介し売り込んだ。これが功を奏し日劇出演が決まったが日劇側からトリオ名にクレームが付いた。そこで日劇による「てんぷくトリオ」に改名させられてしまった。ぐうたらトリオでは品位に欠くと由緒正しい日劇から押し付けたトリオ名は、アメリカコメディ映画の邦題底抜けコンビから模索、最終案は先輩格で人気の脱線トリオ、「脱線」の向こうを張る「転覆」だったが、ゲンが悪いと思ったのか三人ともこの改名に不満であったという。以降、トリオブームの牽引役として活躍。井上ひさしや前川宏司といった座付き作家にも恵まれ一躍人気者になった。代表作として『名月赤城山』（作：三波伸介。戸塚が国定忠治役）、『国定忠治』（作：前川宏司。三波が国定忠治役）、代表的なギャグに「びっくりしたなぁ、もう!」（三波が驚いた口調で言う）がある。
また、日本テレビの名物プロデューサー井原高忠に見込まれ、歌謡バラエティー『九ちゃん!』に起用される。ここで洋楽などを歌わされ、従来の芸風と異なる路線を強いられるが、却って他のトリオとの差別化に繋がり、芸の幅が広がったとされる。TBSテレビでは谷岡ヤスジのナンセンスギャグ漫画を原作としたコメディー『笑うんだもんね!』（演出：桂邦彦）に主演。フジテレビ『お昼のゴールデンショー』のレギュラーなど、あらゆる笑いに挑戦した。
てんぷくトリオは結成された経過とは別に三波の単独、ソロ活動からテレビなど表舞台へ出るきっかけを得たために、トリオの活動は三波のスケジュールで限定された。のちNHKお笑いオンステージといったトリオに喜劇俳優達を交えた活動を模索する一方、三波は戸塚と伊東にトリオより個別で活動するように促した。
1970年、日本テレビ系列の『笑点』の北海道収録に演芸ゲストとして出演。その際、当時司会だった前田武彦が出演出来なくなったため、『大喜利』の代理司会を三波が務める事になり、座布団運びを戸塚と伊東が特別に担当する事となった。その後、三波は同番組の司会に正式に起用され、伊東は出演機会を最大に生かし単独出演を広げる一方、戸塚は親子二代の剣劇俳優からの芸風で出演機会は限られ、戸塚のみトリオを離れると時間をもてあます状態になっていき、仕事が増えない不安・葛藤や焦りからか酒が止められなくなるほどのアルコール依存に陥り、肝硬変を発症して入退院を繰り返すようになる。
1973年、戸塚が病気により死去。これによりトリオとしての活動を終え、三波と伊東は個人としての活動が多くなっていった。
1982年、三波が急逝。
2012年3月、NHK BSプレミアムにて『ハイビジョン特集・井上ひさしとてんぷくトリオのコント』（演出：三宅裕司、出演：山口智充・田中直樹・中村獅童）が放送され、てんぷくトリオのコントが再現された。同年10月26日には、第2弾として『井上ひさしとてんぷくトリオのコント2』が放送された（演出：三宅、出演：山口・田中・八嶋智人）。
2013年6月にはこまつ座の舞台として『「てんぷくトリオのコント」〜井上ひさしの笑いの原点〜』（脚本・監修：ラサール石井、出演：我が家）が公演された。9月にはコント部分だけを抽出して浅草・東洋館で特別公演が行われた。

## 主な出演番組
- 九ちゃん!（日本テレビ）
- びっくりショー（フジテレビ）：『万国びっくりショー』の前身。
- 笑うんだもんね!（TBS）
- お笑いオンステージ（NHK総合テレビ）
- てなもんや三度笠（朝日放送）
- お昼のゴールデンショー（フジテレビ）
- 笑点（日本テレビ）
- 大正テレビ寄席（NET=現在：テレビ朝日）
- 初詣!爆笑ヒットパレード（フジテレビ）
- 夜のヒットスタジオ（フジテレビ）
- テレビ爆笑10年史（フジテレビ）
- 寝るには早いドンといけ!（日本テレビ）
- 第23回NHK紅白歌合戦（1972年。NHK総合テレビ）：2回目の中間発表後、白組の応援役として出演。この後三波伸介は1980年の第29回まで応援役として出演、伊東も何回か応援役で出演するが、戸塚はこの回が最初で最後の出演となる。

### テレビドラマ
- エプロンおばさん 第2期（1967年 - 1968年、日本テレビ）
- 鬼平犯科帳（八代目松本幸四郎版）第1シリーズ第33話「鬼坊主の花」（NET=現・テレビ朝日、1970年5月19日放送）

三波伸介が鬼坊主清吉、戸塚睦夫が粂次郎（左官粂）、伊東四朗が入墨吉五郎（無宿三吉）と言う役どころであった。

### ラジオ
- 歌謡大行進（1973年 - 1974年、文化放送）：火曜パーソナリティ

## 音楽作品
- ゲゲゲの鬼太郎（テイチク（ユニオンレコード）版カバー。B面「カランコロンの歌」）
- わしらの夢は夜ひらく<バカ田大学>（『天才バカボン』イメージソング。B面「走れ!バカボン」）

## 映画
- 九ちゃんのでっかい夢（1967年、松竹）
- 喜劇 駅前百年（1967年、東京映画=東宝）
- 喜劇 駅前開運（1968年、東京映画＝東宝）
- 進め!ジャガーズ 敵前上陸（1968年、松竹）
- 落語野郎シリーズ（東宝）
  - 落語野郎 大脱線
  - 落語野郎 大馬鹿時代
  - 落語野郎 大爆笑
  - 落語野郎 大泥棒
- 新座頭市・破れ!唐人剣（1971年、大映）